# Manga thể thao
Manga thể thao hay Sports Manga (Nhật: スポーツ漫画 (Sports Mạn họa) Hepburn: Supōtsu Manga) là một thể loại manga và anime của Nhật Bản tập trung vào những câu chuyện liên quan đến thể thao cũng như các hình thức vận động và cạnh tranh khác. Mặc dù các tác phẩm hoạt hình Nhật Bản về đề tài thể thao đã được phát hành vào đầu những năm 1920, nhưng đến đầu những năm 1950 thì manga thể thao mới nổi lên như một thể loại riêng biệt. Thể loại này đã trở nên nổi tiếng trong bối cảnh Nhật Bản bị chiếm đóng sau chiến tranh và sự nổi bật càng trở nên rõ ràng trong và sau Thế vận hội Mùa hè năm 1964 ở Tokyo. Được coi là một trong những thể loại manga và anime phổ biến nhất, manga thể thao được cho là đã giới thiệu các môn thể thao mới đến Nhật Bản và phổ biến các môn thể thao hiện có.

## Nét đặc trưng

### Kịch bản
Yếu tố cốt lõi của một bộ manga thể thao là mô tả một môn thể thao cụ thể. Thể loại này bao hàm nhiều môn thể thao có nguồn gốc từ Nhật Bản lẫn những môn không bắt nguồn từ Nhật Bản, trong đó có các môn thể thao phổ biến (ví dụ: bóng chày, bóng đá, bóng bầu dục Mỹ, đua xe đạp), các môn thể thao có vị thế tương đối và các môn thể thao ít người biết (ví dụ: đua xe đường phố, thể dục nhịp điệu, bóng bàn, bóng rổ xe lăn), và các môn khác có tính cạnh tranh và hơn thua (ví dụ như bida, shogi, mạt chược, cờ vây).
Một công thức phổ biến cho các câu chuyện manga thể thao là spo-kon, một từ ghép của thể thao và konjō (n.đ. 'lòng cam đảm' hoặc 'nhiệt huyết'). Trong những câu chuyện kiểu này, nhân vật chính thường có hoàn cảnh đáng thương nhưng nung nấu trong mình quyết tâm trở thành người "giỏi nhất thế giới" trong lĩnh vực thể thao từ khi còn bé, và rèn luyện bản thân để phát triển năng khiếu. Nhân vật chính thường tích cực noi gương cha mình hoặc cố gắng hoàn thành mục tiêu mà cha anh hoặc cha cô chưa thể hoàn thành. Thông thường, nhân vật chính tập luyện dưới sự chỉ bảo của huấn luyện viên hoặc nhân vật người cha khắc nghiệt và không nương tay trong phương pháp huấn luyện của mình. "Huấn luyện viên oni" hay "huấn luyện viên ác quỷ" là một hình tượng nhân vật phổ biến trong những câu chuyện như vậy. Các công thức cốt truyện phổ biến khác có thể kể đến các nhân vật bị đánh giá thấp nhưng lại giành được chiến thắng một cách không tưởng, và các nhân vật nghiệp dư vô tình phát hiện ra họ có thiên phú ở một môn thể thao nào đó.
Manga thể thao là một thể loại khá phổ biến đối với các độc giả trẻ tuổi, đặc biệt là độc giả của shōnen manga (truyện tranh dành cho thiếu niên). Cấu trúc điển hình của một câu chuyện manga thể thao là câu chuyện dễ hiểu đối với khán giả trẻ tuổi: xung đột được lý tưởng hóa thành một sự kiện thể thao, cao trào được tạo ra thông qua hoạt động trong thể thao rồi xung đột kết thúc bằng một kết cục theo nghĩa đen hoặc ẩn dụ. Nhà văn Paul Gravett ghi chú rằng "sau cùng, một nhân vật chính của manga thể thao nhất định phải thắng, hoặc thua trên thế thắng, để cho người đọc cảm thấy xúc động khi chứng kiến nhân vật chính vượt qua mọi thử thách với lòng quyết tâm và sự trung thực".

### Chủ đề và phong cách

Một khung tranh từ manga Yoban Sādo của Aoyama Gosho. Các đường tốc độ, hiệu ứng âm thanh được minh họa bằng chữ viết và độ co giãn bất thường của quả bóng để biểu thị chuyển động đều là những dấu ấn hình ảnh của manga thể thao.

Trong Manga! Manga! Thế giới truyện tranh Nhật Bản, tác giả Frederik L. Schodt lập luận rằng manga thể thao có sự khác biệt với truyện tranh thể thao của Mỹ và châu Âu khi chúng lấy chủ đề trọng tâm là cảm hứng từ võ sĩ đạo và cách mà chúng sử dụng thể thao như là "một phép ẩn dụ cho nỗ lực của con người và thử thách của tinh thần". Các chủ đề phổ biến trong manga thể thao có thể kể đến tình bạn và tình hữu nghị, tinh thần đồng đội và lòng vị tha, sự kiên định và lòng quyết tâm, vượt qua gian nan khó khăn, và supokon-kei (cách viết gọn của supōtsu-konjō-kei, dịch theo nghĩa đen là 'sức mạnh ý chí trong thể thao').
Thể loại này còn được chú ý nhờ các hình vẽ minh họa có tính cách điệu cao về hoạt động trong thể thao, chẳng hạn như bố cục chệch choạc, đường tốc độ, hiệu ứng âm thanh, hình vẽ mờ và được rút gọn, và khung hình theo phong cách điện ảnh. Anime truyền hình chuyển thể năm 1968 của manga Kyojin no Hoshi được cho là tiên phong cho nhiều "hiệu ứng đặc biệt" phổ biến trong anime, chẳng hạn như thời gian ngừng trôi, giảm tốc, cận cảnh cực đại và thu hẹp màn hình trong những khoảnh khắc kịch tính.
Giải nén tình tiết là một kỹ thuật kể chuyện phổ biến được sử dụng trong manga thể thao để tăng độ kịch tính và hồi hộp, với các cuộc tranh tài hoặc sự kiện riêng lẻ thường kéo dài hàng trăm trang. Manga dài tập Slam Dunk được trích dẫn là đã thể hiện một mùa bóng rổ trung học kéo dài bốn tháng thành câu chuyện kéo dài sáu năm được đăng theo kỳ hàng tuần.

## Lịch sử

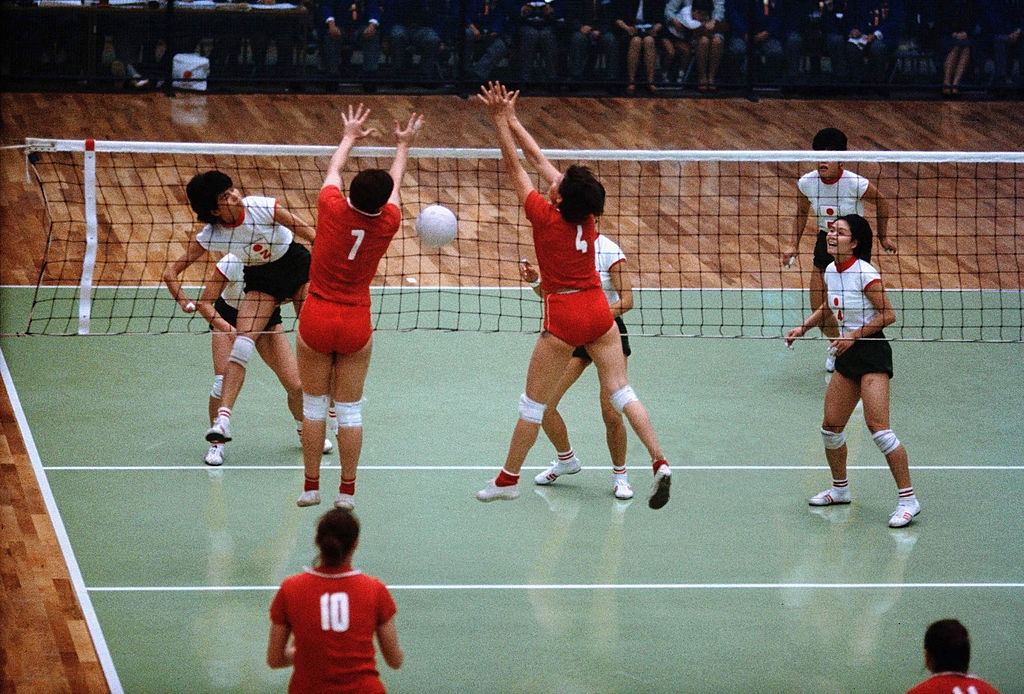
Huy chương vàng bóng chuyền nữ Nhật Bản tại Thế vận hội mùa hè năm 1964 ở Tokyo đã làm tăng mức độ phổ biến của manga thể thao trong mắt độc giả nữ.

Dōbutsu Orimupikku Taikai, một bộ phim hoạt hình ngắn năm 1928 của đạo diễn Murata Yasuji, được giới phê bình coi là anime thể thao đầu tiên. Bộ phim được lấy cảm hứng từ Thế vận hội mùa hè năm 1928 ở Amsterdam và biểu thị tầm ảnh hưởng của phương Tây đối với thể thao đã góp phần hình thành thể loại này. Các bộ phim hoạt hình ngắn tiếp theo của thể loại có thể kể đến như Oira no yakyû (1930) cũng do Murata đạo diễn và Mori no Yakyu-dan (1934) do Harada Siichi đạo diễn.
Mặc dù các môn thể thao phương Tây đã được chơi ở Nhật Bản từ thời Minh Trị, các lực lượng quân quản Hoa Kỳ trong thời kỳ chiếm đóng Nhật Bản đã đóng một vai trò tích cực trong việc khuyến khích áp dụng các môn thể thao như bóng chày, quyền anh và đấu vật. Các môn thể thao truyền thống của Nhật Bản như judo, karate và kendo đã bị cấm trong chương trình giảng dạy của trường học Nhật Bản như một phần của nỗ lực sâu rộng hơn nhằm trấn áp các hành động bị coi là kích động hiếu chiến hoặc gây hấn. Lệnh cấm đã được Đại tướng Douglas MacArthur bãi bỏ vào năm 1950, dẫn đến sự bùng nổ về mức độ phổ biến của thể thao nói chung lẫn manga thể thao nói riêng.
Bộ manga judo dài tập Igaguri-kun của Fukui Eiichi, được xuất bản lần đầu trên tạp chí manga Bōken'ō vào năm 1952, được Frederik L. Schodt ghi chép là manga thể thao dài tập đầu tiên. Bóng chày trở thành môn thể thao phổ biến nhất trong thể loại này thông qua các tựa manga như Dokaben và Kyojin no Hoshi với Dokaben đã bán được hơn 48 triệu bản. Các sự kiện thể thao ngoài đời thực có thể được quay bằng một camera không di chuyển (chẳng hạn như đấu vật chuyên nghiệp hoặc sumo) đã trở thành hình thức truyền hình thể thao phổ biến. Điều này đã ngăn cản các nhà sáng tạo ra anime và manga cố gắng chuyển thể chúng. Jonathan Clements và Helen McCarthy lưu ý rằng những người sáng tạo đã nhận ra "tiềm năng thực sự của thể loại này nằm ở việc cho khán giả thấy [...] những thứ mà họ sẽ không dễ dàng nhận được từ phim người thật".
Thế vận hội mùa hè năm 1964 tại Tokyo đã thúc đẩy sự bùng nổ phổ biến của manga và anime thể thao. Huy chương vàng bóng chuyền nữ của Nhật Bản tại thế vận hội này tạo ra sự gia tăng mức độ phổ biến của các môn thể thao nữ ở Nhật Bản, và mức độ phổ biến của các bộ manga thể thao với đối tượng độc giả shoujo (manga dành cho thiếu nữ) và josei (manga dành cho phụ nữ). Sự nổi tiếng của shoujo manga thể thao dài tập như Attack No. 1 – cũng đồng thời là anime thể thao đầu tiên dành cho khán giả nữ – được cho là đã giới thiệu sự đa dạng của các môn thể thao vào thể loại này, bao gồm cả ba lê và quần vợt. Những năm 1960 cũng đã chứng kiến việc các câu chuyện spo-kon mang tính chính kịch âm hưởng giảm dần theo hướng thiên về truyện hài và yonkoma (manga bốn ô) nhiều hơn, cũng như sự ra mắt của anime đầu tiên chuyển thể từ manga thể thao Kyojin no Hoshi vào năm 1968.
Vào những năm 1970, sự thương phẩm hóa đã trở thành động lực bán hàng chính cho anime, dẫn đến sự bành trướng của các bộ có tiềm năng bán được sản phẩm đồ chơi ăn theo như Mahha GōGōGō. Bóng chày cũng trở lại như một bộ môn phổ biến của thể loại này. Những năm 1980 đã chứng kiến sự phổ biến suy giảm của manga thể thao khi khoa học viễn tưởng và kỳ ảo nổi lên như những thể loại thống trị loại hình giải trí này. Phần lớn manga thể thao được phát hành trong những năm 1980 là one-shot hoặc chỉ nhắc đến thể thao một cách chung chung. Bộ manga dài tập như Touch của Adachi Mitsuru được xuất bản lần đầu vào năm 1981, với nền tảng là sự lãng mạn và bối cảnh ngoại ô đã phản ánh cuộc sống của tầng lớp trung lưu ngày càng phát triển ở Nhật Bản. Ngược lại, một số manga thể thao những năm 1980 như Tsubasa – Giấc mơ sân cỏ đã trở nên nổi tiếng nhờ doanh số bán ở nước ngoài. Bộ manga đã được dịch cho các khán giả quốc tế dưới nhiều ngôn ngữ như tiếng Tây Ban Nha, Bồ Đào Nha, Pháp và Ý.
Những năm 1990 chứng kiến thể loại này mở rộng sang các môn thể thao ít người biết như câu cá và đua thuyền máy ngoài khơi. Trong khi những năm 2000 chứng kiến sự phổ biến ngày càng tăng của các bộ manga thể thao có yếu tố kỳ ảo (Eyeshield 21) hoặc tập trung vào các môn ít vận động như cờ vây hoặc bài gin rummy. Những câu chuyện Spo-kon với yếu tố hành động được cách điệu hóa và các kiểu nhân vật chính hiếu chiến đã phổ biến trở lại trong những năm 2010. Đại diện tiêu biểu là các bộ manga như Pin Pon và Kuroko – Tuyển thủ vô hình.

## Ảnh hưởng

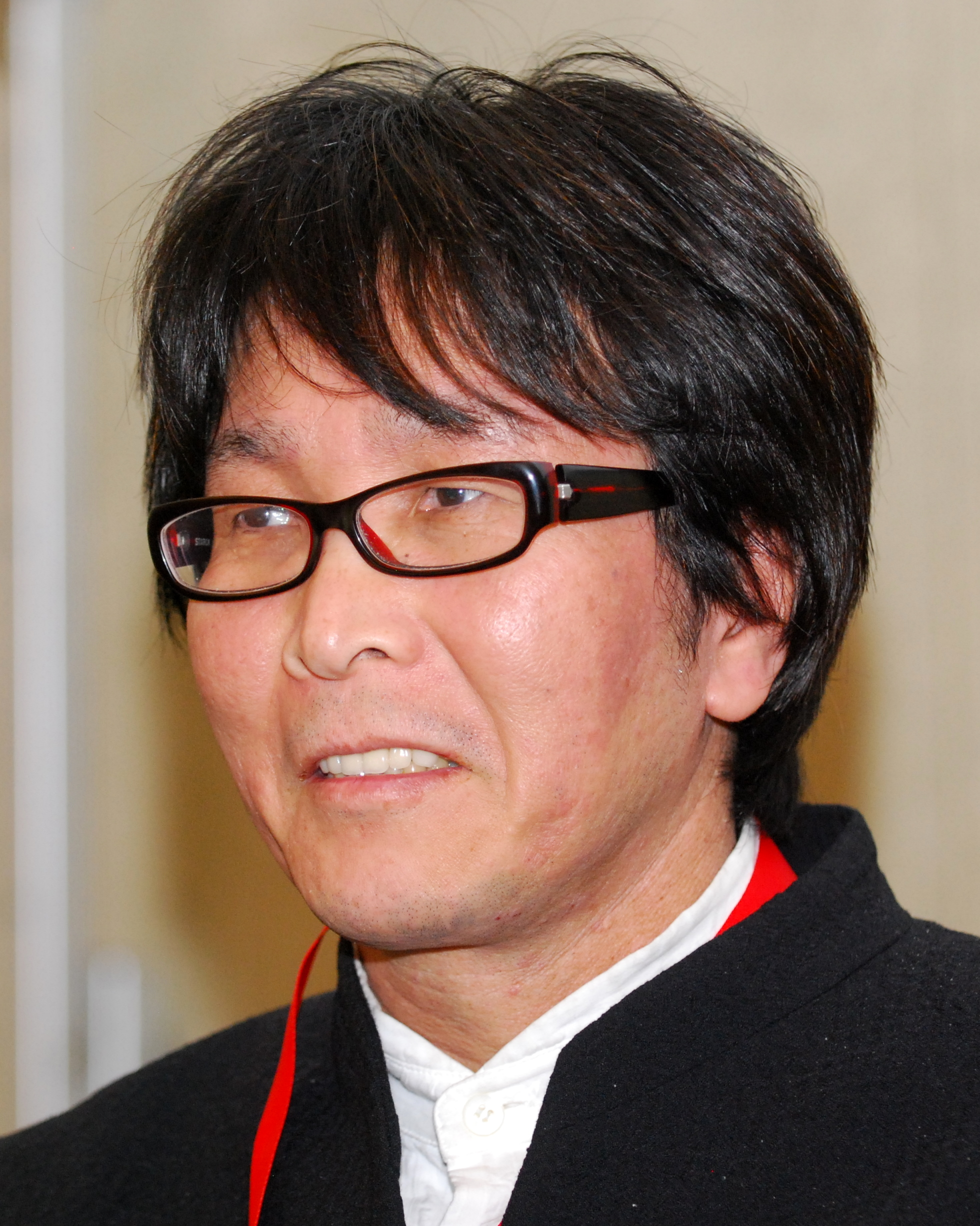
Takahashi Yōichi, tác giả của bộ manga bóng đá của năm 1981 Captain Tsubasa được cho là đã phổ biến môn thể thao này ở Nhật Bản

Manga thể thao là một trong những thể loại manga và anime được yêu thích nhất. Nó đã được ghi nhận là "một phần quan trọng của phương tiện truyền thông kể từ những ngày đầu tiên ra đời" và giúp tiên phong cho những câu chuyện kể manga nơi các nhân vật chính "cố gắng để đạt được thành công", một ngụ ý thường thấy trong các bộ shōnen manga đương đại. Patrick Drazen ghi chú trong Anime Explosion! rằng manga thể thao là ví dụ điển hình nhất về thể loại manga nơi các anh hùng "vươn tới sự hoàn hảo" nhằm "cố gắng hết sức".
Ngoài các tạp chí manga nhỏ chuyên về golf như Golf Comic và Golf Comic Athlete, không có tạp chí manga nào dành riêng cho manga thể thao, vì thể loại này phổ biến trong các ấn phẩm chính thống. Năm 2010, manga thể thao đã bao gồm 33,3% loạt manga trên Tạp chí Weekly Shōnen và 10,5% loạt manga trên tạp chí Weekly Shōnen Jump.
Manga thể thao được cho là giới thiệu các môn thể thao mới đến Nhật Bản và phổ biến các môn thể thao hiện có. Bóng đá đã trở nên phổ biến ở Nhật Bản thông qua Tsubasa – Giấc mơ sân cỏ, với các thành viên của đội tuyển bóng đá quốc gia Nhật Bản tại FIFA World Cup 2002 trích dẫn bộ này là một trong những ảnh hưởng của họ. Năm 2017, NHK phát sóng Bokura wa Manga de Tsuyokunatta (Chúng ta Trở nên Mạnh Mẽ Nhờ Manga), một loạt phim tài liệu về những vận động viên vượt qua gian khổ sau khi được truyền cảm hứng từ manga thể thao. Bảo tàng Olympic đã lên lịch một cuộc triển lãm về manga thể thao vào năm 2020 trước Thế vận hội mùa hè 2020 ở Tokyo, gọi thể loại này là "một công cụ hoàn hảo để hiểu sự phát triển của thể thao ở Nhật Bản thời hậu chiến".
Các tiêu đề trong thể loại manga thể thao thường chịu ảnh hưởng bởi các sự kiện thể thao lớn hoặc được tính toán thời điểm sao cho phát hành đồng thời với các sự kiện thể thao lớn. Các ví dụ đáng chú ý bao gồm Ashita e Atakku!, ra mắt vào năm 1977 để tận hưởng niềm vui chiến thắng của Nhật Bản trong khuôn khổ Giải vô địch bóng chuyền nữ FIVB 1977; chuyển thể phim hoạt hình của manga Yawara!, được tính toán để phát hành cùng thời điểm với Thế vận hội Mùa hè 1996; và bản làm lại anime của Attacker You!, được tính toán để phát hành cùng thời điểm với Thế vận hội Mùa hè 2008.